# Ruta Estatal de Nevada 401
La Ruta Estatal de Nevada 401, y abreviada SR 401 (en inglés: Nevada State Route 401) es una carretera estatal estadounidense ubicada en el estado de Nevada. La carretera inicia en el Oeste desde la Rye Patch State Rec Area hacia el Este en la I 80  , US 95   en Lovelock. La carretera tiene una longitud de 3,8 km (2.333 mi).

## Mantenimiento
Al igual que las autopistas interestatales, y las rutas federales y el resto de carreteras estatales, la Ruta Estatal de Nevada 401 es administrada y mantenida por el Departamento de Transporte de Nevada por sus siglas en inglés Nevada DOT.